# OFC Champions League 2008-2009
La OFC Champions League 2008-2009 è stata l'ottava edizione della OFC Champions League, la massima competizione calcistica per squadre di club dell'Oceania. Venne vinta dall'Auckland City, che è stata ammessa alla Coppa del mondo per club FIFA 2009, che si disputerà negli Emirati Arabi Uniti.

## Squadre partecipanti
- Auckland City FC (Seconda classificata campionato Nuova Zelanda).
- Ba F.C. - Campione nazionale 2008 Figi.
- Koloale FC Honiara - Campione nazionale 2008 Isole Salomone.
- Port Vila Sharks - Vincitrice VFF Bred Cup 2008.
- Waitakere United - Campione nazionale 2008 della Nuova Zelanda e detentrice del trofeo.

a cui si aggiunge
- Hekari Souths United FC - Vincitrice Turno preliminare O-League 2008.

### Squadre ammesse al turno preliminare O-League
- Hekari Souths United FC - Vincitrice
- Tupapa FC
- Nafui FC
- AS Magenta
- AS Manu-Ura
- - FC Sinamoga
- - nessuna
- - nessuna

## Fase a Gruppi

### Gruppo A
| Squadra          | PG | V | N | P | GF | GS | DR  | Pt |
| ---------------- | -- | - | - | - | -- | -- | --- | -- |
| Auckland City FC | 4  | 3 | 1 | 0 | 15 | 4  | +11 | 10 |
| Waitakere United | 4  | 2 | 1 | 1 | 9  | 7  | +2  | 7  |
| Port Vila Sharks | 4  | 0 | 0 | 4 | 3  | 16 | −13 | 0  |

|                  | AUC | PVS | WAI |
| ---------------- | --- | --- | --- |
| Auckland City    | –   | 8–1 | 2–2 |
| Port Vila Sharks | 0–2 | –   | 2–3 |
| Waitakere United | 1–3 | 3–0 | –   |

| Arbitro: | Peter O'Leary (Nuova Zelanda) |

|                       |           |                                     |
| Keryn Jordan 45’, 48’ | Marcatori | 21’ Benjamin Totori 73’ Paul Seaman |

| Arbitro: | Norbert Hauata (Tahiti) |

|                                      |           |  |
| Paul Seaman 21’ Roy Krishna 28’, 34’ | Marcatori |  |

| Arbitro: | Jimmy Wright (Nuova Caledonia) |

|  |           |                                      |
|  | Marcatori | 8’ (aut.) Fedy Vava 70’ Paul Urlovic |

| Arbitro: | Averii Jacques (Tahiti) |

|                                                                                                  |           |                           |
| Paul Urlovic 9’, 71’ Chad Coombes 22’, 47’, 77’ Miloš Nikolić 30’ (rig.), 81’ Alex Feneridis 59’ | Marcatori | 40’ (aut.) Alex Feneridis |

| Arbitro: | Rakesh Varman (Figi) |

|                                     |           |                                                    |
| Moise Poida 17’ Francois Sakama 57’ | Marcatori | 10’ Christopher Bale 54’ Paul Seaman 75’ Danny Hay |

| Arbitro: | Kevin Stoltenkamp (Nuova Zelanda) |

|                 |           |                                                   |
| Roy Krishna 83’ | Marcatori | 68’ Matt Friel 75’ Keryn Jordan 79’ Adam McGeorge |

### Gruppo B
| Squadra       | PG | V | N | P | GF | GS | DR | Pt |
| ------------- | -- | - | - | - | -- | -- | -- | -- |
| Koloale       | 4  | 2 | 1 | 1 | 4  | 2  | +2 | 7  |
| Hekari Souths | 4  | 2 | 0 | 2 | 6  | 6  | 0  | 6  |
| Ba            | 4  | 1 | 1 | 2 | 3  | 5  | −2 | 4  |

|                      | BA  | HSU | KOL |
| -------------------- | --- | --- | --- |
| Ba                   | –   | 1–3 | 0–0 |
| Hekari Souths United | 1–2 | –   | 1–0 |
| Koloale              | 1–0 | 3–1 | –   |

| Ba 02/11/2008, ore 15:00 UTC+12 | Ba F.C.               | 0 – 0 [http://www.oceaniafootball.com/ofcnewsdetails/o-league-ba-and-koloale-share-spoils referto] | Koloale FC | Govind Park (2,000 spett.)\| Arbitro: \| Lencie Fred (Vanuatu) \| |
| Arbitro:                        | Lencie Fred (Vanuatu) | |            |                                                                   |

| Arbitro: | Michael Hester (Nuova Zelanda) |

|                                                     |           |                  |
| Richard Anisua 37’ Nicholas Muri 39’ Joses Nawo 77’ | Marcatori | 9’ Abraham Iniga |

| Arbitro: | Chris Beath (Australia) |

|                  |           |                                        |
| Abraham Iniga 1’ | Marcatori | 6’ Osea Vakatalesau 84’ Maciu Dunadamu |

| Arbitro: | Peter O'Leary (Nuova Zelanda) |

|                      |           |                                                          |
| Osea Vakatalesau 58’ | Marcatori | 17’ (rig.) Kema Jack 34’ Joachim Waroi 37’ Benjamin Mela |

| Arbitro: | Strebre Delovski (Australia) |

|                      |           |  |
| Kema Jack 35’ (rig.) | Marcatori |  |

| Arbitro: | Lencie Fred (Vanuatu) |

|                   |           |  |
| Nicholas Muri 34’ | Marcatori |  |

## Finale
| Squadra 1  | Totale | Squadra 2        | Andata | Ritorno |
| ---------- | ------ | ---------------- | ------ | ------- |
| Koloale FC | 4 - 9  | Auckland City FC | 2 - 7  | 2 - 2   |

| Arbitro: | Strebre Delovski (Australia) |

|                         |           |                                                                                                  |
| Richard Anisua 10’, 76’ | Marcatori | 23’ Matt Williams 39’ Ki-Hyung Lee 40’ Paul Urlovic 58’ Ivan Vicelich 65’, 77’, 86’ Keryn Jordan |

| Arbitro: | Norbert Hauata (Tahiti) |

|                              |           |                                    |
| Keryn Jordan 56’ (rig.), 58’ | Marcatori | 40’ Henry Fa'arodo 60’ Lency Saeni |

## Classifica marcatori
| Gol | Rigori |  | Giocatore        | Squadra           |
| --- | ------ |  | ---------------- | ----------------- |
| 8   | 1      |  | Keryn Jordan     | Auckland City     |
| 4   |        |  | Paul Urlovic     | Auckland City     |
| 3   |        |  | Chad Coombes     | Auckland City     |
| 3   |        |  | Roy Krishna      | Waitakere United  |
| 3   |        |  | Paul Seaman      | Waitakere United  |
| 3   |        |  | Richard Anisua   | Koloale           |
| 2   |        |  | Abraham Iniga    | PRK Hekari United |
| 2   | 2      |  | Kema Jack        | PRK Hekari United |
| 2   |        |  | Nicholas Muri    | Koloale           |
| 2   | 1      |  | Miloš Nikolić    | Auckland City     |
| 2   |        |  | Osea Vakatalesau | Ba                |